# Индианская ночница
Индианская ночница (лат. Myotis sodalis) — вид летучих мышей рода ночницы (Myotis) семейства гладконосые летучие мыши (Vespertilionidae), обитающий в Северной Америке.
Проводит летние месяцы во всей восточной части США. Зимой животные группируются и зимуют лишь в нескольких пещерах. Живут в лиственных лесах и лиственно-сосновых лесах, полях и лугах. Насекомоядный, ест как наземных, так и водных летающих насекомых, таких как моли, жуки, комары и мошки.
Самки весом 7,5 грамм крупнее самцов весом весом 7,1 грамм (половой диморфизм). Окраска меха серая, чёрная или каштановая.